# 福原武
福原 武（ふくはら たけし、1904年〈明治37年〉4月3日 - 1996年〈平成8年〉1月21日）は、日本の生理学者、医師。医学博士。岡山大学医学部生理学教室生理学第二講座初代教授。岡山大学名誉教授。

## 略歴
新潟県新潟市寄居町（現 新潟市中央区寄居町）出身。1921年（大正10年）3月に新潟中学校を4年で修了（四修）、1924年（大正13年）3月に新潟高等学校を卒業、1928年（昭和3年）3月に新潟医科大学を卒業。
1928年（昭和3年）4月に新潟医科大学生理学教室（担任：横田武三教授）助手に就任、1930年（昭和5年）4月に講師に就任、1932年（昭和7年）2月に新潟医科大学から医学博士号を取得、1933年（昭和8年）4月に新潟医科大学生理学教室助教授に就任、1938年（昭和13年）11月に永井潜の推薦で北京大学医学院生理学教室初代教授に就任、太平洋戦争後、1945年（昭和20年）12月に日本に帰国、1946年（昭和21年）6月に新潟医科大学薬理学教室（担任：木原玉汝教授）助教授に就任、1948年（昭和23年）7月に米子医科大学生理学教室初代教授に就任、1949年（昭和24年）5月に鳥取大学医学部生理学教室初代教授に就任、1954年（昭和29年）7月に岡山大学医学部生理学教室生理学第二講座初代教授に就任、1956年（昭和31年）5月に岡山で第33回日本生理学会総会を主催、1966年（昭和41年）7月に岡山で第8回日本平滑筋学会総会を主催、1970年（昭和45年）3月に岡山大学を定年退官、6月に川崎医科大学生理学教室初代教授に就任、1976年（昭和51年）3月に同大学を退任、同大学客員教授に就任。
1996年（平成8年）1月21日午後0時30分に東京都清瀬市梅園のベトレヘムの園病院で肺炎のため死去、91歳没。

## 業績
動物の腹壁を開き透明な板を埋め込んで消化管の運動を観察する「腹窓法（ふくそうほう）」を改良、映画撮影法を併用し小腸運動の分析を行って画期的な業績を上げるなど、消化管運動の生理学的研究の権威であった。

## 逸話
北京大学医学院生理学教室教授の時、捕虜の人体実験を勧められたが断っている。

## 栄典
- 1974年（昭和49年）11月3日 - 勲三等旭日中綬章[10]
- 1996年（平成08年）1月21日 - 正四位[11]

## 門下生
- 横山正松 - 福島県立医科大学名誉教授。
- 中山沃 - 岡山大学名誉教授。

## 親族
- 福原武彦 - 長男、薬理学者、東京慈恵会医科大学教授。
- 福原敏彦 - 次男、昆虫学者、東京農工大学名誉教授。

## 著作物

### 著書
- 『生理學實驗法』南山堂、1950年。
- 『消化管運動の生理』医学書院、1953年。
- 『消化管運動のメカニズム』文光堂、1973年。

### 論文
- CiNii収録論文 - CiNii